# Schalk Willem Burger
Pour les articles homonymes, voir Burger.
Schalk Willem Burger (6 septembre 1852 – 5 décembre 1918) est un militaire boer, un avocat et un homme d'état qui fut le 6e et dernier président (par intérim) de la république sud-africaine du Transvaal de 1900 à 1902
Burger participe à plusieurs conflits contre les Pedi de Sekhukhune Ier (1876) avant de participer à la première guerre des Boers.
En 1885, il est élu commandant du commando de Lydenburg et en 1887 est élu député de lydenburg au Volksraad (l'assemblée parlementaire du Transvaal) dont il deviendra le président. Lors du déclenchement de la seconde guerre des Boers en 1899, il est commandant-général et participe à la bataille de Spion Kop puis à la bataille de Modder River. Malade, il doit rester en retrait des combats.
En mars 1900, l'assemblée l'élit vice-président de la république sud-africaine ce qui lui permet d'assurer l'intérim présidentiel durant le voyage de Paul Kruger en Europe. De facto, Burger devient le dernier président en exercice du Transvaal. Dès 1901, il se déclare en faveur de la cessation des hostilités contre les Britanniques, position à laquelle s'oppose le président Marthinus Theunis Steyn de l'État libre d'Orange. Ses fonctions prennent fin à la suite de la signature du traité de Vereeniging le 31 mai 1902, entérinant la fin de l'indépendance du Transvaal.